# シウダー・ペルディダ
シウダー・ペルディダ（スペイン語: Ciudad Perdida）は、コロンビアの古代遺跡である。スペイン語で「失われた都市」を意味する。別名「デュナ」「ブリタカ200」。この都市は西暦800年頃に建設されたとみられており、事実ならば、著名なマチュピチュより650年も古い山岳都市遺跡となる。
シウダー・ペルディダは、山腹に刻まれた169の棚田と石畳で舗装された道路、いくつかの円形の広場で構成されている。

## 最初の発見
シウダー・ペルディダは、1972年に地元の盗掘グループである「ロス・セプルベダス」によって発見された。彼らは、現代における最大の考古学的発見の1つを行った。
ロス・セプルベダスは、コロンビアに住む略奪者の小さな家族だった。家族はよく森に狩りに出かけ、ある日、野生の七面鳥を撃った。七面鳥を回収しているときに、七面鳥が山腹にある一連の石段に落ちていることに気づいた。彼らは石段を登り、放棄された都市を発見し、「グリーンヘル」または「ワイドセット」と名付けた。シウダー・ペルディダの跡地でセプルベダスの息子の1人が殺害された後、略奪者の間で争いが勃発した。「金の置物や陶磁器など、この場所の宝物がすぐに闇市場に出回るようになった」。
シウダー・ペルディダの金の置物や陶器の壷が地元の闇市場に出回るようになった後、コロンビア人類学研究所の所長が率いる考古学者が1976年にこの場所に到着した。この場所は1976年から1982年の間に再建された。シエラネバダ地域の遺跡のうち、実際に調査されたのは約30-40%だけである。しかし、最近の広範なアクセスのおかげで、これらの遺跡がますます発見されている。

## 先住民族
先住民は、スペイン人が到着する1500年前に高度なコミュニティを確立していた。コミュニティは、地元の人々によって構築された石の道によって結ばれていた。これにより、金、石、粘土で作られた製品や食品を地域の他のコミュニティと交換することが容易になった。住民は、海に近い山に住むことで、自然が提供するさまざまな食物や資源を利用した。トマトやトウモロコシなどの野菜や、アボカド、サワーソップ（グアナバナ）、パイナップル、グアバなどの果実を育てる庭があった。海に近いため、多種多様な魚介類を手に入れることができた。先住民族の子供たちは、服やモチラを作るための生地の作り方を教えられると同時に、長老たちから物語や伝説を学んだ。
地元の部族、特にコギ族のメンバーは、広く報道される前は定期的にシウダー・ペルディダの場所を訪れていたと述べているが、それについては黙っていた。彼らはこの都市をテユナと呼び、祖先であるタイロナ族が住む村々のネットワークの中心であったと信じている。シウダー・ペルディダはブリタカ川沿いのこの地域の政治と製造の中心地であり、2,000人から8,000人が住んでいた可能性がある。この場所にはもともとタイロナの人々が住んでいた。タイロナ族の最後の先住民族の子孫であるコギ族によると、タイロナ族は征服者の時代まで何千年も生きていた。
西暦800年頃の建物から14世紀後半頃まで、タイロナの人々はサンタ・マルタのシエラネバダに沿ってこの集落に住んでいた。彼らは一般に「タイロナ族」と呼ばれているが、多くのグループや集落が山や海岸に散らばり、さまざまな小さなコミュニティや政治組織に分かれており、すべてが取引や協力を行っていた。タイロナの人々は、15世紀のある時期に、何年にもわたる交易と紛争の後、シウダー・ペルディダから逃げることを余儀なくされた。スペイン人が1514年に彼らの領土に上陸したとき、征服者は彼の宣言を取り出し、「神の助けを借りて、私はあらゆる場所であなたに戦争をすることを保証する」。
タイロナの人々は強い戦士であり、約100年後に最終的に逃げるまで、長い間征服者の抑圧に抵抗した。スペイン人が海岸に到着してから何年もの間、タイロナはヨーロッパ人からの暴力的な扱いにもかかわらず、その地位を維持することができた. タイロナの人々は、今日のコギの人々と同じように、暴力的な人々ではなかった。コギは優しさと平等を信じている。タイロナの人々は、自分のためだけでなく、すべての人のために地球を守り、奉仕するために生きてきた。
ヨーロッパの入植者が先住民族の領土に定住し始めたとき、彼らは海岸で釣りをして塩を集めた原住民を奴隷にし始めた。山に住むタイロナの人々は、沿岸のタイロナの人々によって養殖された魚と塩に依存しており、逃亡した奴隷のタイロナのメンバーに、彼らをなだめるために戻ってヨーロッパ人からの金の贈り物を持ってくるように言った。ヨーロッパ人は金を手に入れたが、なだめられず、先住民に対してますます敵対的になり始めた。彼らは何年もの間、征服者に対して自分たちの立場を維持した。彼らが最終的にシウダー・ペルディダからの逃亡を余儀なくされるまでにかかった正確な年数は不明である。征服者が村を植民地化した影響は、今日でも見られる。年月が経つにつれ、ヨーロッパ人は、もともと先住民によって作られた金をますます多く取った。その金の多くは今でもヨーロッパ中の博物館に所蔵されており、現在の子孫であるコギ、アルサリオス、アルワコス、カンクワモス、チミラスには先祖の金がない。コギ族はクリストファー・コロンブス以前の最後の入植地に住んでおり、1500年代に征服者によって入植地から追い出されて以来、多かれ少なかれタイロナ族のやり方を何年も守ってきた。時が経つにつれて進化と適応が起こるが、先住民はこれらの変化から免除されていないことを認識することが重要である。コギは古代の部族についてより多くの情報を収集する方法にはなり得るが、500年前のタイロナが誰であったかを完全に説明するものではない。コギの人々は、シウダー・ペルディダに埋もれているすべてが、世界の平和、調和、バランスに貢献していると信じている。メンバーの1人にスペイン語を教えた後、彼らはこの事件をコロンビア政府に提出し、先祖代々の土地の権利を取り戻すことに成功した。世界遺産基金は、コギの人々が言うように、「弟」の害から史跡を保護するために継続的に活動している。

## 武力紛争
この地域は現在完全に安全であるが、コロンビア軍、右翼準軍事組織、民族解放軍 (ELN) やコロンビア革命軍 (FARC) などの左翼ゲリラグループの間のコロンビア内戦の影響を受けていた。2003年9月15日、ELNはシウダー・ペルディダを訪れた8名の外国人観光客を誘拐し、人質と引き換えに人権侵害に関する政府の調査を要求した。ELNは3ヵ月後に最後の人質を解放した。コロンビア自衛軍連合（AUC）と準軍事的な右翼グループは、しばらくの間、ゾーン内の先住民と非先住民を攻撃し続けた。

## アクセスの再開
2005年にツーリスト・ハイキングが再開され、それ以来問題は発生していない。コロンビア軍はこの地域を積極的にパトロールしており、現在は訪問者にとって安全であると見なされており、誘拐はこれ以上発生していない。2009年以来、非営利団体のグローバル・ヘリテー・ファンド (GHF) は、シウダー・ペルディダで、気候、植生、ネグレクト、略奪、および持続不可能な観光から史跡を保存および保護するために活動してきた。GHFが表明した目標には、地域管理計画の策定と実施、シウダー・ペルディダの考古学的特徴の文書化と保存、遺跡の保存と持続可能な開発における主要な利害関係者としての地元の先住民コミュニティの関与が含まれる。
失われた都市への4日間のハイキングの費用は、約334米ドルで、トレイルの周辺に住むコミュニティによって調整された固定料金である。中程度の難易度のハイキングである。ハイキングは合計約44 kmで、適度なフィットネスが必要である。ハイキングには、多くの川の横断と急な上り坂と下り坂が含まれる。

## ギャラリー

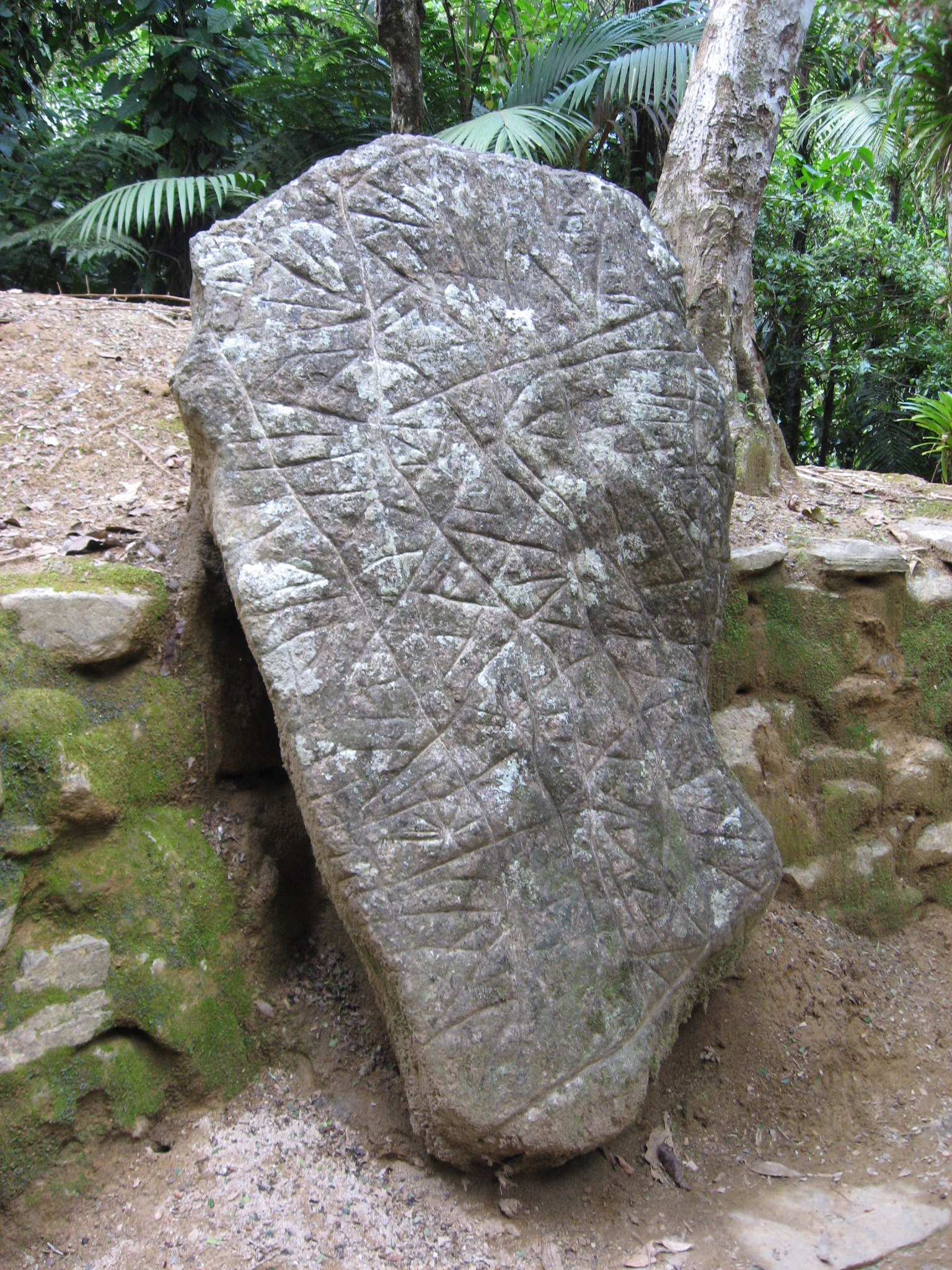
シウダー・ペルディダの地図とそれをより広い地域につなぐ道であると信じられている、刻まれたマーキングのある岩
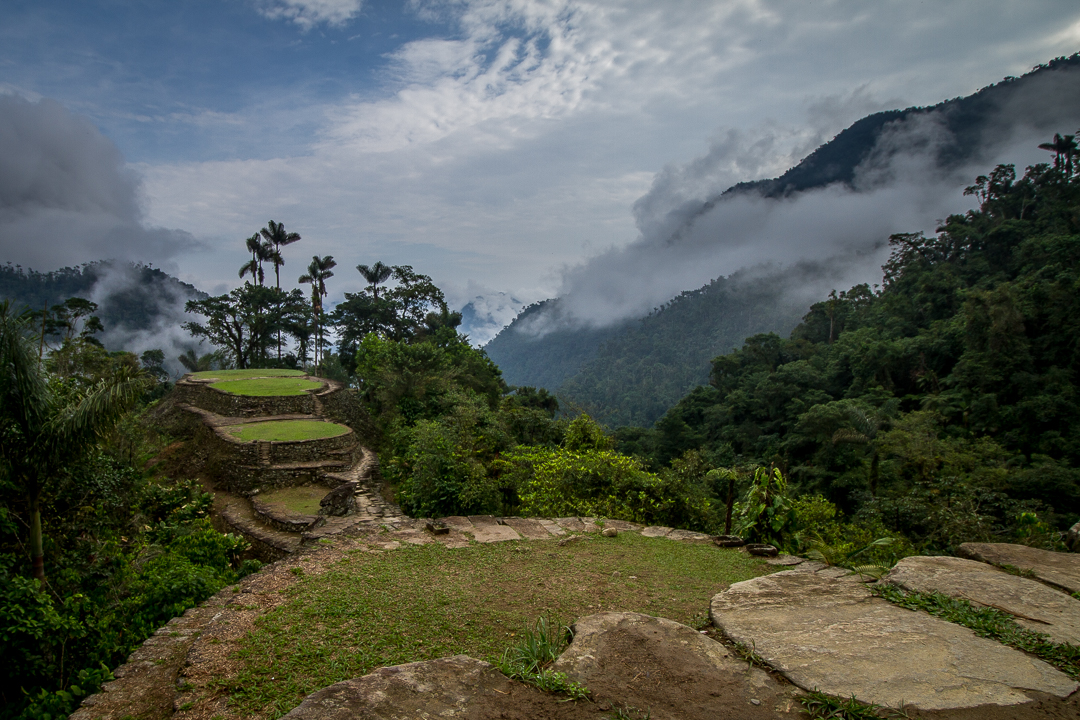
シウダー ペルディダの概要
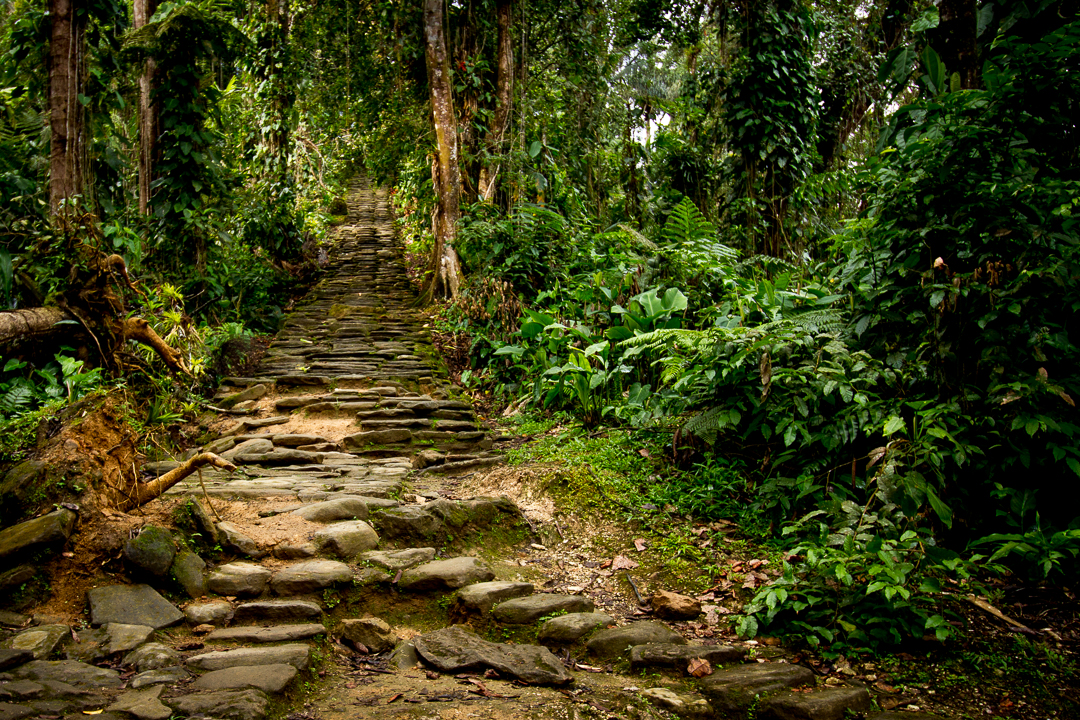
川の谷からシウダー ペルディダに至る石の階段の一部
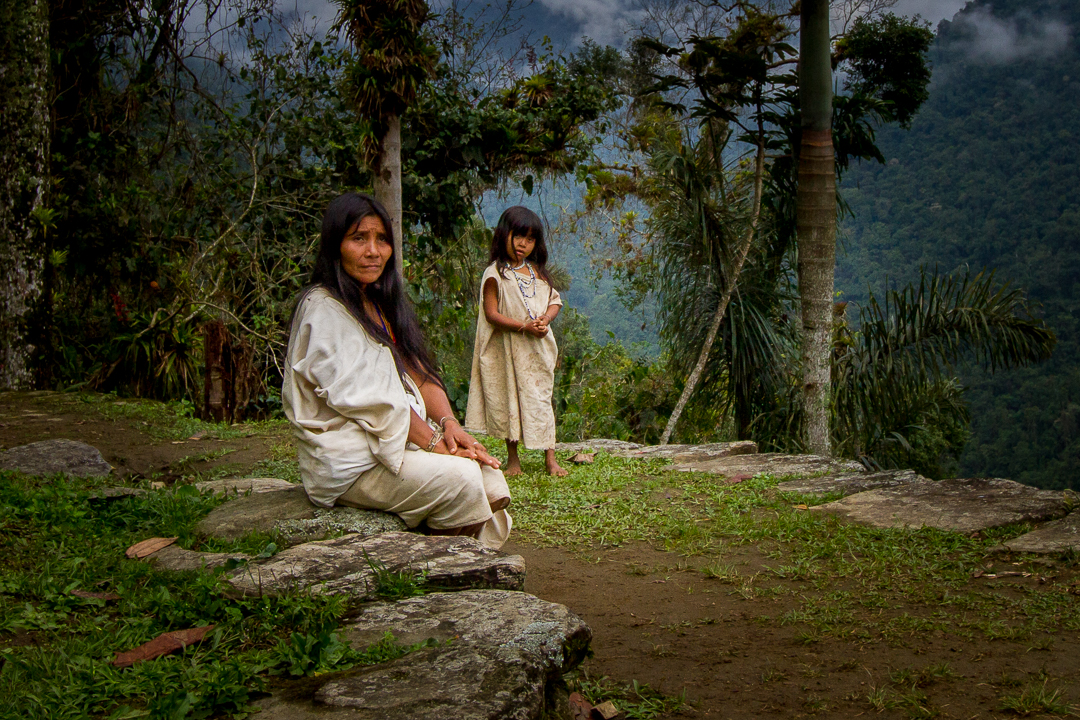
シウダー・ペルディダのテラスの1つにあるコギ族の女性と子供
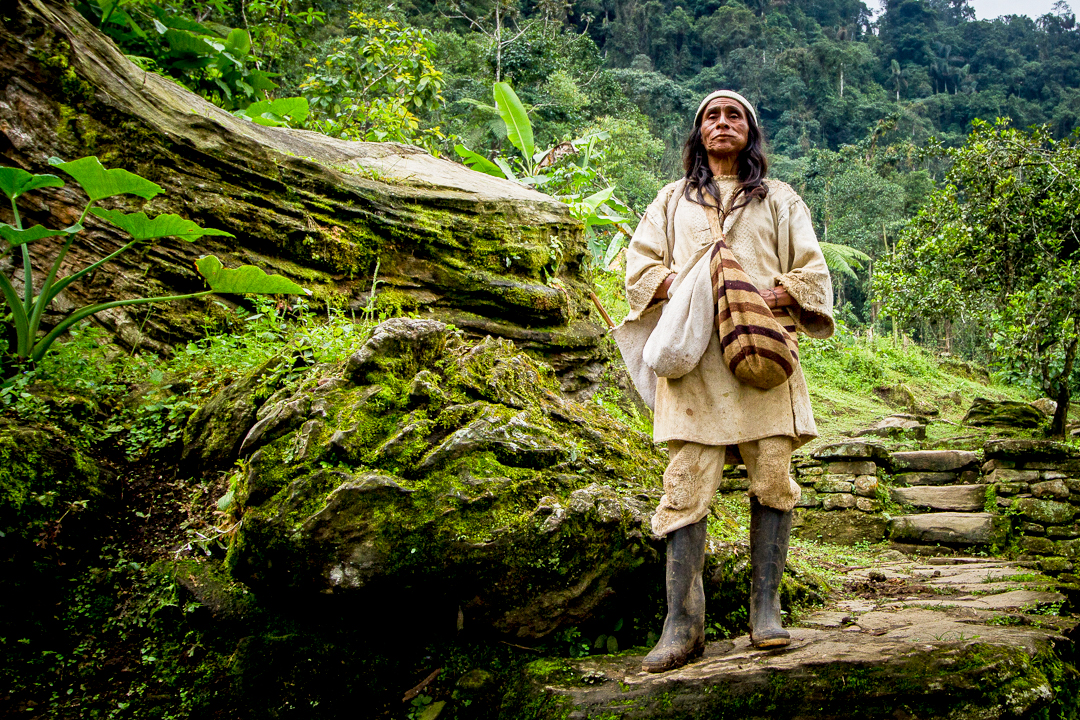
シウダー・ペルディダにあるコギ族のシャーマン